# Pinckneyville (Illinois)
Pinckneyville je grad u američkoj saveznoj državi Ilinois. Prema popisu stanovništva iz 2010. u njemu je živjelo 5.648 stanovnika.